# Pagni (calciatore)
 Pagni (fl. XX secolo) è stato un calciatore italiano, di ruolo difensore.

## Carriera
Con lo Spezia disputa complessivamente 13 gare nei campionati di Prima Divisione 1922-1923 e 1924-1925.